# Thermopylae

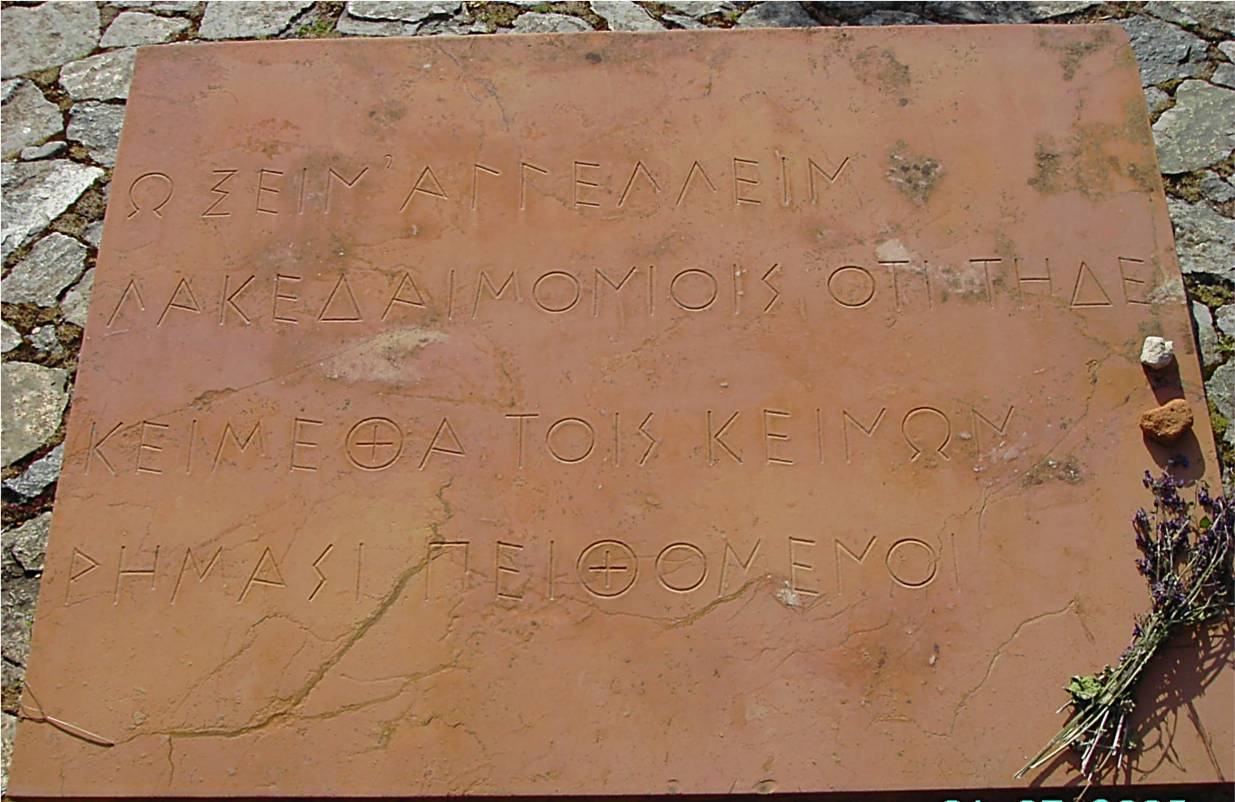
Monument: Vreemdeling, ga aan die van Sparta melden ...

Thermopylae of Thermopylen, Oudgrieks en Katharevousa: Θερμοπύλαι, Thermopulai, met de klemtoon op de -o-, letterlijk 'warme poorten', vanwege de in de buurt ontspringende vulkanische warmwaterbronnen, was in de klassieke oudheid de naam van een nauwe bergpas in Centraal-Griekenland, tussen de omgeving van de Kallidromo en de Malische Golf, ten zuidoosten van Lamia.
De bergpas bestond uit drie opeenvolgende smalle doorgangen op de kustweg, tussen de 1300 m oprijzende bergwand en de steile kust van de Malische Golf. Volgens Herodotus kon op het smalste punt slechts een wagen tegelijk passeren. Hoewel op zichzelf een ideaal strategisch punt, is de pas toch meermaals ingenomen door met een omtrekkende beweging ook van de andere kant te komen. De bekendste slag die er is gevoerd is de Slag bij Thermopylae van 480 v.Chr., toen koning Leonidas I van Sparta er met zijn leger door de Perzen onder Xerxes werd belegerd en ten onder ging. De Gallische hoofdman Brennus in 279 v.Chr. en de Romeinse consul M. Acilius Glabrio in 191 v.Chr. vielen de pas ook van beide kanten aan.
Tegenwoordig is de aard van het landschap door aanslibbing in de deltamonding van de rivieren de Sperchios en de Asopos zodanig veranderd, dat de situatie met die van toen niet meer is te vergelijken.
Er werd in 1955 naast de autoweg naar Thessaloniki een monument voor Leonidas en zijn 300 Spartanen opgericht. Waar nu het monument staat was vroeger de zee. Op de marmeren basis staan scènes uit de strijd tegen de Perzen uitgebeeld, alsook twee liggende figuren die op allegorische wijze de rivier de Eurotas en de Taigetos, een gebergte bij de stad Sparta, voorstellen. Leonidas is naakt uitgebeeld, in dreigende houding met lans, helm en schild. Op de sokkel van het beeld staat in Oudgrieks Μολών λαβέ, Kom (ze) halen! Toen Xerxes het hopeloze van Leonidas’ positie inzag, zond hij een onderhandelaar met het verzoek de wapens uit te leveren en zich over te geven, maar Leonidas antwoordde alleen met Kom ze halen!
Aan de overkant van de weg ligt een heuveltje met op een steen het opschrift:

Ὦ ξεῖν', ἀγγέλλειν Λακεδαιμονίοις ὅτι τῇδε κείμεθα, τοῖς κείνων ῥήμασι πειθόμενοι: 
 Vreemdeling, ga aan die van Sparta melden dat wij hier liggen, na hun opdracht te hebben uitgevoerd.

Dit moet de plek zijn geweest waar Leonidas is gesneuveld.
Er werden ook nog andere opschriften gemaakt voor de gesneuvelden van Thermopylae: 

Eén voor de ziener Megistias: 

Hier ligt de ziener Megistias die tot zijn eeuwige glorie 

bij de Spereichos-rivier stierf door het Medisch geweld 

Hij heeft met kennis van zaken voorspeld dat de doodsdemon dreigde. 

Eergevoel heeft hem belet dat hij zijn koning verliet.

En een voor alle strijdende Peloponnesiërs:

Vierduizend Peloponnesische manschappen hielden hier dapper 

stand tegen Perzisch geweld, drie miljoen man in getal.

Naar het westen in de richting van Thessaloniki liggen nog steeds de warme bronnen, waar de naam Thermopylae vandaan komt.
Regisseur Zack Snyder heeft in 2007 van het verhaal van Koning Leonidas een film gemaakt: 300, die op de gelijknamige striproman van Frank Miller was gebaseerd, die weer op de film The 300 Spartans uit 1962 was gebaseerd.